# Eugen Simion
Eugen Simion (n. 25 mai 1933, Chiojdeanca, România – d. 18 octombrie 2022, București, România) a fost un critic și istoric literar, editor, eseist, profesor universitar român, membru titular al Academiei Române și președinte al acestui for cultural român din 1998 până în aprilie 2006.

## Biografia

### Anii de formare
A fost fiul Sultanei (n. Moise) și al lui Dragomir Simion, moșneni având o ascendență ardelenească. A fost căsătorit cu Adriana Manea (1957–2006) și au împreună un fiu. A studiat la Liceul „Sfinții Petru și Pavel” din Ploiești, devenit Liceul „I. L. Caragiale”, astăzi Colegiul Național „Ion Luca Caragiale” din Ploiești, unde a fost coleg cu Nichita Stănescu. Între 1952 și 1957 a urmat cursurile Facultății de Litere a Universității din București. Printre profesorii săi se numărau Tudor Vianu, G. Călinescu, Alexandru Rosetti și Iorgu Iordan. A obținut titlul de doctor în științe filologice cu teza Eugen Lovinescu, scepticul mântuit, condusă de profesorul Șerban Cioculescu (1969).

### Activitatea profesională
După absolvirea facultății, a devenit cercetător la Institutul de Istorie și Teorie Literară „G. Călinescu” al Academiei Române (1957-1962), lucrând în colectivul „Eminescu”, condus de Perpessicius. În perioada 1962-1968 a fost redactor al „Gazetei literare”. Între anii 1964-1971 a fost lector universitar la Catedra de Istoria literaturii române, Facultatea de Litere, Universitatea București. A funcționat apoi, între anii 1970-1973, ca lector invitat de limba română la Universitatea Sorbonne (Paris - IV), apoi a obținut o bursă de studii în Republica Federală Germania (1974). Din 1971 a devenit conferențiar universitar, iar din 1990 profesor universitar al Facultății de Litere de la Universitatea din București. Din 2006 a devenit director general al Institutului de Istorie și Teorie Literară „G. Călinescu” din București.

### Activitatea culturală și publicistică
A debutat publicistic cu un articol despre Caietele Eminescu în revista „Tribuna” (1958). A început să colaboreze frecvent la revistele „Gazeta literară”, „Contemporanul” și „Viața românească”. Din 1968 a colaborat săptămânal la „România literară” și din 1991, la „Literatorul”. Din 1983 
devine redactor al revistei „Caiete critice”, revistă de critică și teorie literară, iar din 1990, director al publicației. În 1993 a devenit membru al Academiei Române. În anul 1998 a fost ales președinte al Academiei Române. Doctor Honoris Causa al universităților din Iași, Galați, Târgoviște, Arad și al Universității „Vasile Alecsandri” din Bacău. În 2006 și-a încheiat mandatul de președinte al Academiei Române. A fost președintele Secției de Filologie și Literatură a Academiei Române. A scris în mod regulat la ziarul „Ziua”. A publicat peste 3.000 studii și articole în reviste de specialitate. A coordonat Dicționarului general al literaturii române, vol. I-VII, 2004-2009, un proiect grandios, care a fost atacat însă de unii critici. Din 2005, sub numele Ariergarda avangardei, ține o rubrică permanentă în revista „Cultura”. A fost președintele Fundației Naționale pentru Știință și Artă și coordonator al seriei „Opere fundamentale”.

## Opera

### Volume publicate
- Proza lui Eminescu, 1964
- Orientări în literatura contemporană, 1965
- Eugen Lovinescu, scepticul mântuit – (Eugen Lovinescu, the Redeemed Skeptic), 1971 (ediția a doua, 1994)
- Scriitori români de azi, I, 1974 (ediția a doua, 1978)
- Scriitori români de azi, II, 1977
- Timpul trăirii, timpul mărturisirii. Jurnal parizian, 1977, (a doua ediție, 1979, a treia ediție, 1986), a patra ediție, 1999, 1983 – ediția în limba maghiară
- Dimineața poeților, 1980, (a doua ediție, 1996, a treia ediție, 1998, a patra ediție, 2008) [11]
- Întoarcerea autorului, 1981; ediția a II-a, 1993); ediția a III-a, 2005
- Scriitori români de azi, III, 1983
- Sfidarea retoricii. Jurnal german, 1985, ediția a II-a, 1999
- Scriitori români de azi, IV, 1989
- Moartea lui Mercutio, 1993
- Limba maternă și limba poeziei - Cazul Christian W. Schenk, colecția Phoenix 1993
- Convorbiri cu Petru Dumitriu, 1994
- Mircea Eliade, un spirit al amplitudinii, 1995
- Fragmente critice, I, Scriitura publică, scriitura taciturnă, 1997
- Fragmente critice, II, Demonul teoriei a obosit, Fundația „Scrisul Românesc” & Univers Enciclopedic, 1998
- Marin Preda - Scrisori către Aurora; Eugen Simion - Aurora Cornu, Eugen Simion. Convorbiri despre Marin Preda, Editura Albatros, 1998
- Fragmente critice, III, Fundația „Scrisul Românesc” & Univers Enciclopedic, 1999
- Clasici români, I, Grai și Suflet & Cultura Națională, 2000
- Fragmente critice, IV, Univers Enciclopedic, 2000
- Mircea Eliade, spirit al amplitudinii, Editura Demiurg, 2001
- Ficțiunea jurnalului intim, vol. I-III, Editura Iri & Univers Enciclopedic, 2001
- 2000 de ani de relatii intereuropene Orient-Occident - Studiu de caz România-Olanda, Eugen Simion, Pieter Jan Wolthers, Editura Univers Enciclopedic Gold, 2004
- Genurile biograficului, Univers Enciclopedic, 2002; ed. a II-a, Fundația Națională pentru Știință și Artă, 2008
- Mircea Eliade, nodurile și semnele prozei, ediția a II-a, Univers Enciclopedic, 2005, ediția a III-a, Junimea, 2006
- Tânărul Eugen Ionescu, Fundația Națională pentru Știință și Artă, 2006;[12] Editura Muzeului Literaturii Române, 2009
- Portretul scriitorului îndrăgostit - Marin Preda, Editura Semne, 2010
- În ariergarda avangardei. Convorbiri cu Andrei Grigor. Editia a II-a, adăugită, Editura Curtea Veche, 2010
- Ion Creangă. Cruzimile unui moralist jovial, Iași, Princeps Edit, 2011[13]
- Fănuș Neagu în patru prieteni - Eugen Simion, Lucian Chișu, Petre Ispirescu, Nicolae Breban, Semne, 2012
- Cioran – o mitologie a nedesăvârșirilor, București, Editura Tracus Arte, 2014
- Maladia lui Mihai Eminescu și maladiile imaginare ale eminescologilor, Fundatia Națională pentru Știință și Artă, 2015
- Posteritatea critică a lui E. Lovinescu, București, Editura Tracus Arte, 2017
- Secolul al XIX-lea în doi mesianici chibzuiți și un vizionar mistic. Nicolae Bălcescu, Mihail Kogălniceanu, Ion Ghica, București, Editura Cartea Românească Educațional, 2020
- Convorbirile mele..., vol. I și II, București, Editura Tracus Arte, 2021
- Fragmente critice, vol. 1-8, București, Editura Cartea Românească Educațional, 2021
- Alexandru Odobescu. Un romantic erudit și anxios, iubitor de reverii clasicizante, București, Editura Cartea Românească Educațional, 2022
- Recurs la natură, București, Fundația Națională pentru Știință și Artă, 2022

### Cărți traduse în limbi străine
- Élmények kora, vallomások kora. Párizsi napló, 1983
- Imagination and Meaning. The Scholarly and Literary Worlds of Mircea Eliade, (coautor), The Seasbury Press, New York, SUA, 1984
- Die Mitte der Aufsätze zu Mircea Eliade (coautor), Suhrkamp Verlag, Frankfurt, Germania, 1984
- The Return of the Author, Northwestern University Press, Evanston, Illinois, SUA, 1996
- Le Retour de l'Auteur, L'Ancrier Editeur, Strassbourg, Franța, 1996
- Mircea Eliade, Spirit of Amplitude, East European Monographs, SUA, 2001
- Mircea Eliade, romancier, Paris, Oxus, 2004
- Le Jeune Eugen Ionescu, traduit du roumain par Virgil Tănase, Paris, L’Harmattan, 2013

### Ediții
- Mihai Eminescu, Proză literară, 1964 (în colaborare cu Flora Șuteu)
- Mihai Eminescu, Poezii, 1991
- E. Lovinescu, Scrieri, vol. I-IX, 1969-1982
- Lucian Blaga, Ce aude unicornul, 1975
- Mircea Eliade, Proză fantastică, vol. I-V, 1991-1992
- Tudor Vianu, Cunoașterea de sine, 1997; reed. 2000
- G. Călinescu, Fals jurnal, 1999